# Johann Albrecht I. (Mecklenburg)

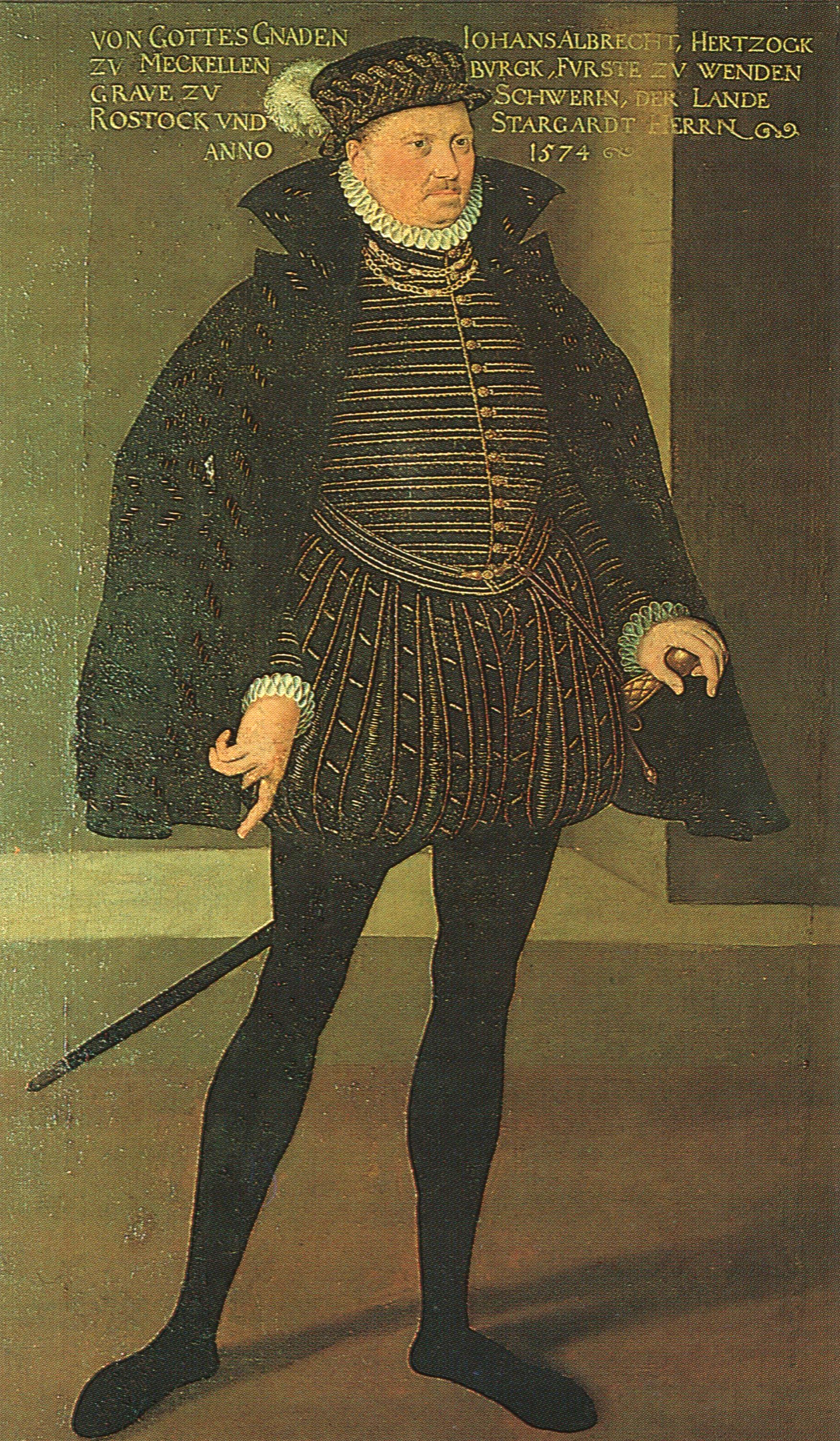
Johann Albrecht I. von Mecklenburg

Johann Albrecht I., Herzog zu Mecklenburg, in älterer Literatur auch Johann oder Johannes (* 23. Dezember 1525 in Güstrow; † 12. Februar 1576 in Schwerin), war regierender Herzog zu Mecklenburg im Landesteil Mecklenburg-Güstrow von 1547 bis 1556 und im Landesteil Mecklenburg-Schwerin von 1556 bis 1576. 1549 setzte Johann Albrecht I. auf dem Landtag die Reformation für den Gesamtstaat Mecklenburg durch.

## Leben
Johann Albrecht war der älteste Sohn des Herzogs Albrechts VII. zu Mecklenburg [-Güstrow] und dessen Gemahlin Anna von Brandenburg. Seine Eltern ließen Johann Albrecht bis zu seinem 13. Lebensjahr durch den „papistischen Vikar“ Johannes Sperling ausbilden. Dann schickte sein Vater ihn 1539 an den Hof seines Schwagers, des protestantischen Kurfürsten Joachim II. von Brandenburg. Gemeinsam mit dem ältesten Sohn des Kurfürsten, Johann Georg, besuchte er von 1541 bis 1544 die neu gegründete Universität in Frankfurt an der Oder. Er kehrte als überzeugter Anhänger des Protestantismus nach Mecklenburg zurück. Auf Wunsch seines Vaters kämpfte er jedoch auf der kaiserlichen Seite im Schmalkaldischen Krieg.
Nach dem Tode seines Vaters im Jahre 1547 wurde er – gemeinschaftlich mit seinen Brüdern Ulrich und Georg – von Kaiser Karl V. mit dem Herzogtum belehnt. Er verwaltete den Güstrower Landesteil vorerst alleine, da sein Bruder Ulrich 1550 als Nachfolger seines Vetters Magnus III. Administrator des Bistums Schwerin wurde und sein Bruder Georg im Fürstenkrieg kämpfte und 1552 vor Frankfurt am Main fiel.

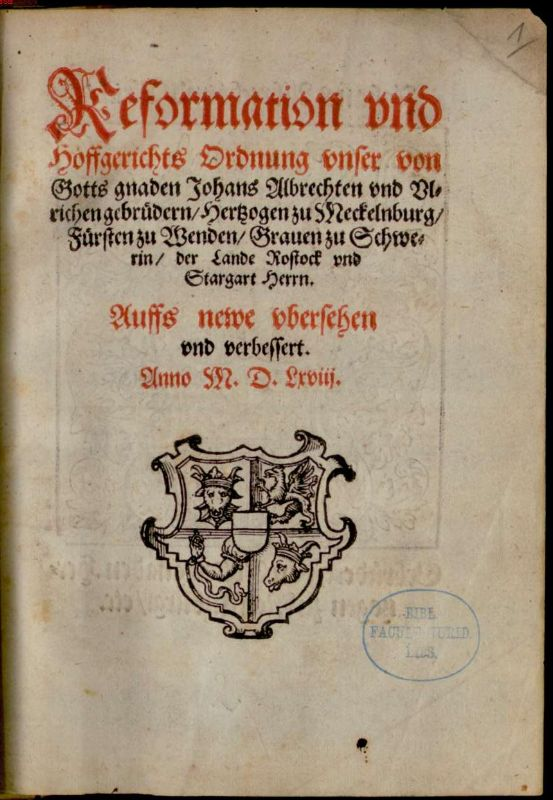
„Reformation und Hoffgerichts Ordnung“ Johann Albrechts I. von 1568

Als überzeugter Anhänger des Protestantismus setzte sich Johann Albrecht I. im Gegensatz zu seinem Vater Albrecht VII. entschieden für die Einführung der Reformation in seinen Landen ein. Im Juni 1549 setzte Johann Albrecht I. auf dem Sternberger Landtag den lutherischen Glauben für die vereinten Landstände durch, was als die landesgesetzliche Einführung der Reformation in Mecklenburg gesehen werden kann. Bereits im Februar 1550 gewann er den Markgrafen Johann von Brandenburg-Küstrin für den Abschluss eines Defensivbündnisses mit dem Herzog Albrecht von Preußen, mit dessen Tochter Anna Sophie er sich verlobt hatte und die er später heiratete.
Am 22. Mai 1551 schloss er sich mit den anderen protestantischen Fürsten Norddeutschlands insgeheim im Vertrag von Torgau zu einem Bündnis zusammen. Der Vertrag von Torgau bildete den rechtlichen Rahmen des Fürstenaufstandes gegen Kaiser Karl V., an dem sich auch Johann Albrecht I. beteiligte.
Im Schweriner Landesteil herrschte sein Onkel Heinrich V. Nach Heinrichs Tode im Jahre 1552 erhob sein Bruder Ulrich Ansprüche auf das Erbe und legte beim Kaiser Protest ein. Es entbrannte ein heftiger Erbschaftsstreit, der erst 1556 mit dem „Ruppiner Machtspruch“ des brandenburgischen Kurfürsten Joachim II. beigelegt wurde. Ulrich erreichte, dass Johann Albrecht gezwungen wurde, am 11. März 1555 in den „Vertrag zu Wismar“ einzuwilligen. In diesem Machtspruch erhielt er unter Beibehaltung der gemeinsamen Landesregierung mit seinem Bruder „Amt und Hauß“ Schwerin überwiesen als Regent des westlichen Landesteils, während Ulrich den östlichen Landesteil, die ehemalige Herrschaft Werle mit der Residenz Güstrow wählte.
Herzog Johann Albrecht galt als Mäzen von Kunst und Wissenschaft und als moderner Renaissancefürst, der wissenschaftlichen Erkenntnissen seiner Zeit aufgeschlossen gegenüberstand. Er kämpfte für die Reformation und modernisierte den Staat. Er besaß eine umfangreiche Bibliothek, von der wesentliche Reste später in die Universitätsbibliothek Rostock gelangten. Er interessierte sich für wissenschaftliche Instrumente, beschäftigte sich mit Astronomie und Kartographie und beschäftigte dafür Tilemann Stella als seinen Bibliothekar und Kartographen. Eine gemeinsame Reise zum Kaiserhof nach Wien 1560 nutzten beide für Studien von Architektur und modernen Techniken des Festungsbaus, die anschließend in Mecklenburg Anwendung fanden. Der Fürstenhof in Wismar wie auch der Ausbau verschiedener fürstlicher Burgen zu modernen Festungen gehen auf Intentionen von Johann Albrecht zurück, wenngleich der notwendige Aufwand nicht immer in angemessenen Relationen zu den finanziellen Spielräumen stand. Der von ihm favorisierte Stil der Backsteinrenaissance erhielt im Zuge seiner Wiederentdeckung im 19. Jahrhundert nach ihm den Namen Johann-Albrecht-Stil. Zu seinen wichtigen Leistungen gehört die Gründung mehrerer höherer Schulen in Güstrow (Domschule 1552), in Schwerin (Fridericianum 1553) und in Parchim (1564).

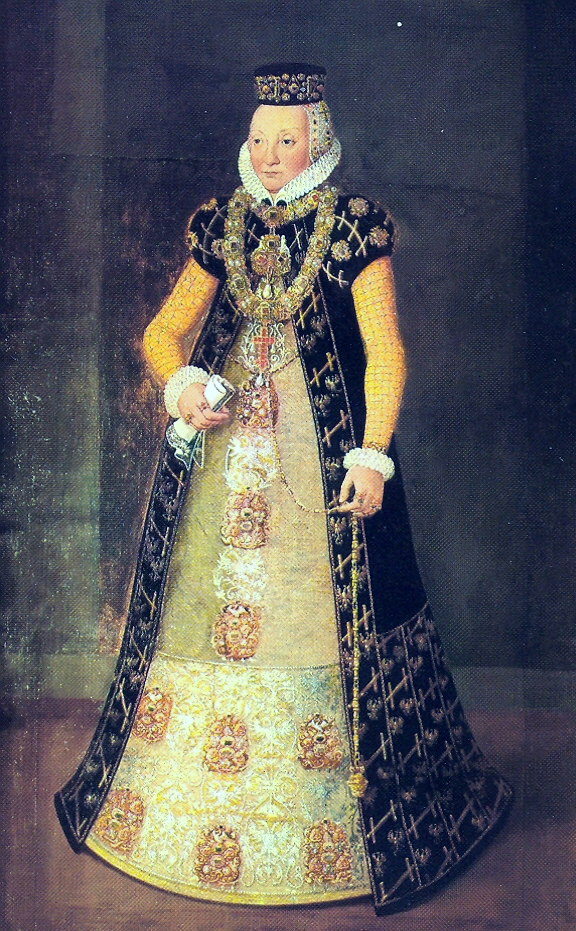
Prinzessin Anna Sophia von Brandenburg

## Ehe und Nachkommen

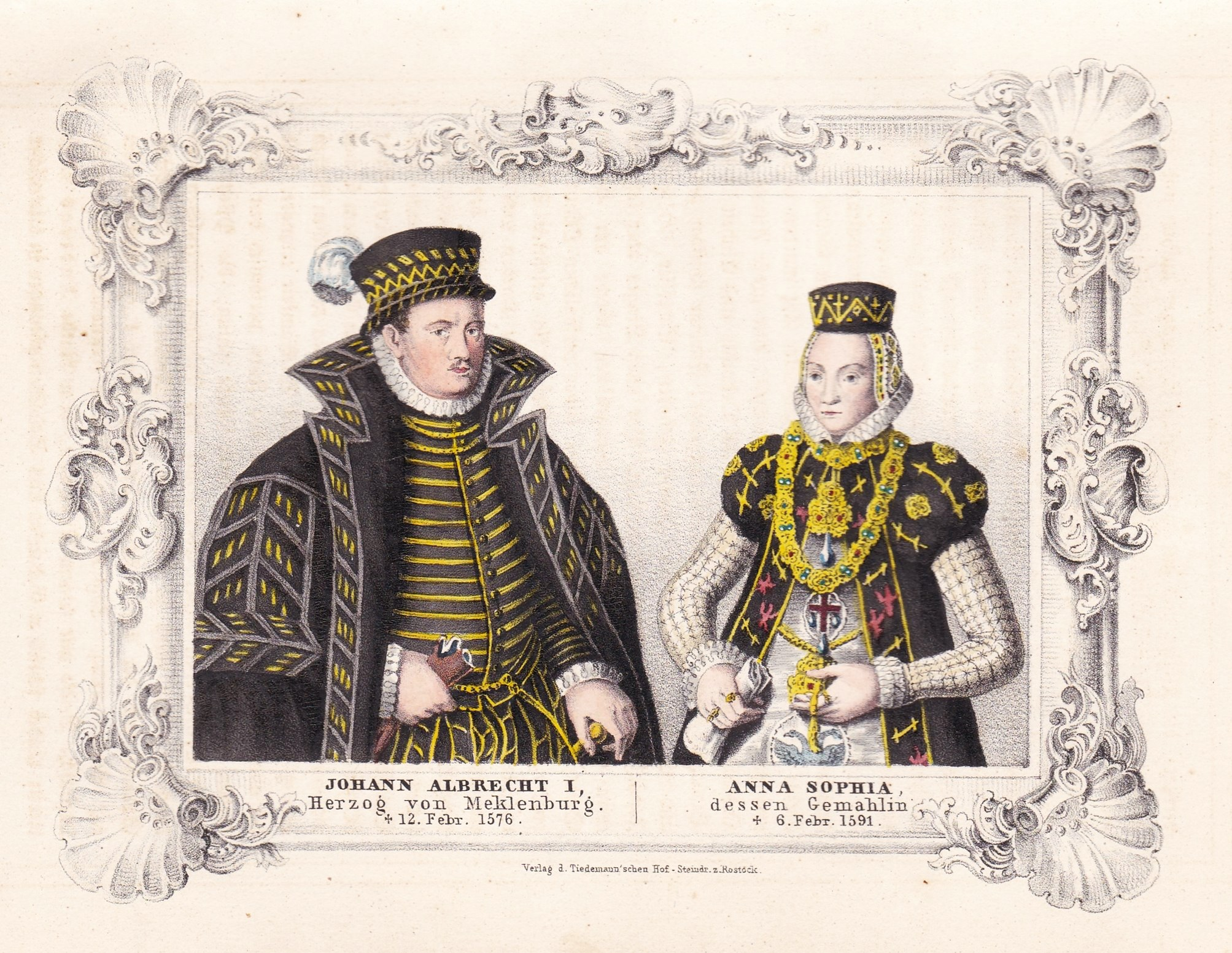
Bild von Johann Albrecht und Anna Sophia aus Meklenburg in Bildern (1845) von Georg Christian Friedrich Lisch

Am 24. Februar 1555 vermählte er sich mit Anna Sophie von Preußen (* 11. Juni 1527; † 6. Februar 1591), der Tochter Herzogs Albrechts von Preußen. Das Paar hatte drei Kinder:
- Albrecht (* 1556; † 1561), Herzog zu Mecklenburg
- Johann VII. (* 1558; † 1592), Herzog zu Mecklenburg [-Schwerin] 1576–1592
- Sigismund August, Herzog zu Mecklenburg (* 1560; † 1600)

## Wirkung
Nach Johann Albrecht wurde in der mecklenburgischen Architektur des Historismus der Johann-Albrecht-Stil benannt.